# Пакражантское староство
Пакражантское староство (лит. Pakražančio seniūnija) — одно из 11 староств Кельмеского района, Шяуляйского уезда Литвы. Административный центр — деревня Гриняй.

## География
Расположено на Жемайтской водораздельной гряде Жемайтской возвышенности, в центрально-западной части Литвы, на юге Кельмеского района.
Граничит с Кражяйским староством на севере и северо-западе, Лёляйским — на востоке, Кельмеским апилинкским — на севере, Скаудвильским староством Таурагского района— на юго-западе, и Бийотайским староством Шилальского района — на западе, Видуклеским староством Расейняйского района — на юго-востоке и Немакщяйским староством Расейняйского района — на юге.

## Население
Пакражантское староство включает в себя местечко Жалпяй, 72 деревни и 7 хуторов.